# Röd backsippa
Röd backsippa (Pulsatilla rubra) är en växt i släktet pulsatillor och familjen ranunkelväxter.

## Underarter
Arten delas in i följande underarter:
- P. r. hispanica
- P. r. rubra